# 뉴욕 44번지
"뉴욕 44번지"(44Th Street, New York)는 한국에서 제작된 이두용 감독의 1976년 액션, 멜로/로맨스 영화이다. 한지일 등이 주연으로 출연하였고 곽정환 등이 제작에 참여하였다.

## 출연

### 주연
- 한지일
- 김문주
- 배수천
- 김하림
- 양성오